# Amphipsyche bengalensis
Amphipsyche bengalensis är en nattsländeart som beskrevs av Martynov 1935. Amphipsyche bengalensis ingår i släktet Amphipsyche och familjen ryssjenattsländor. Inga underarter finns listade i Catalogue of Life.